# Beurré d'Hardenpont
La Beurré d'Hardenpont est une variété de poire.

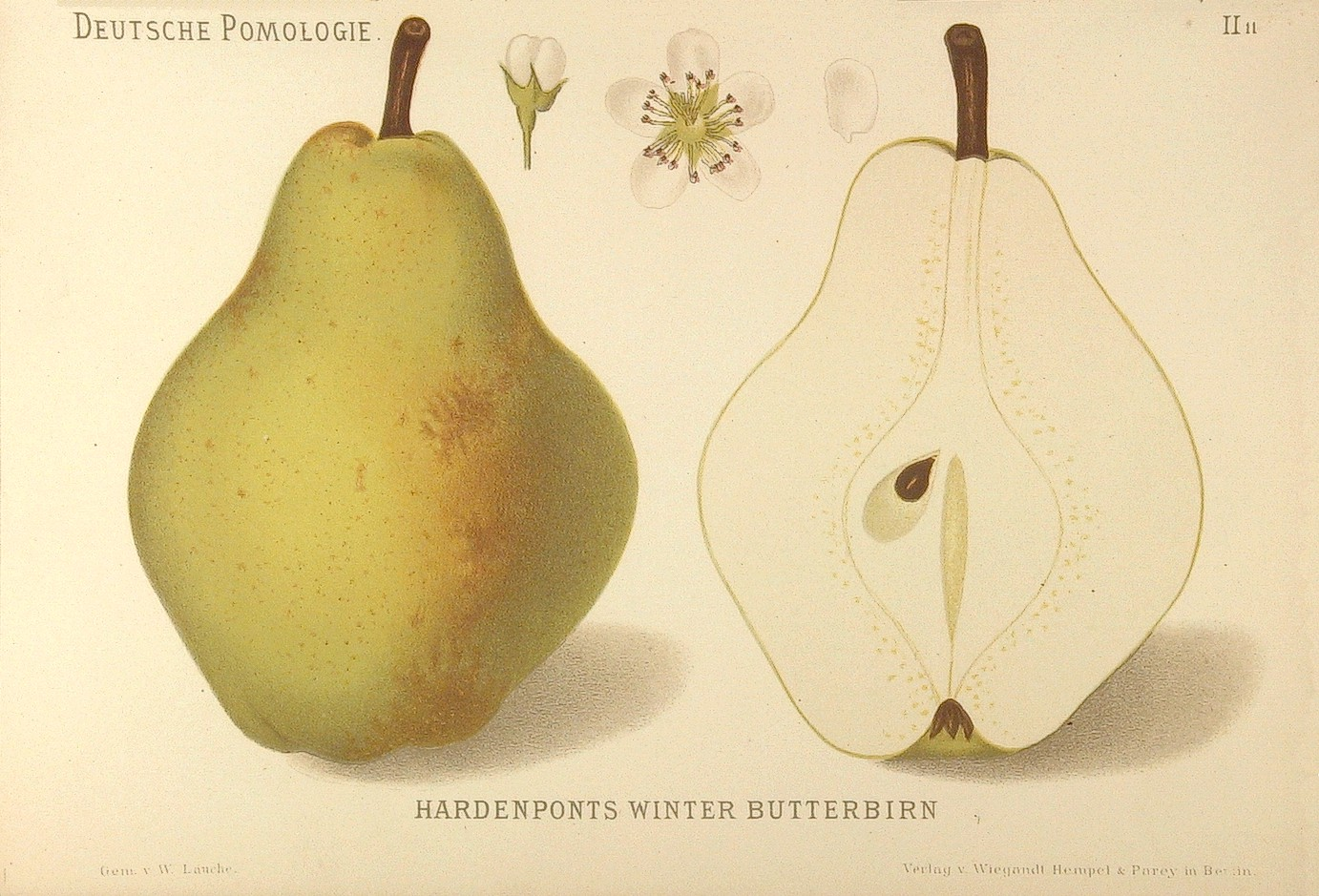

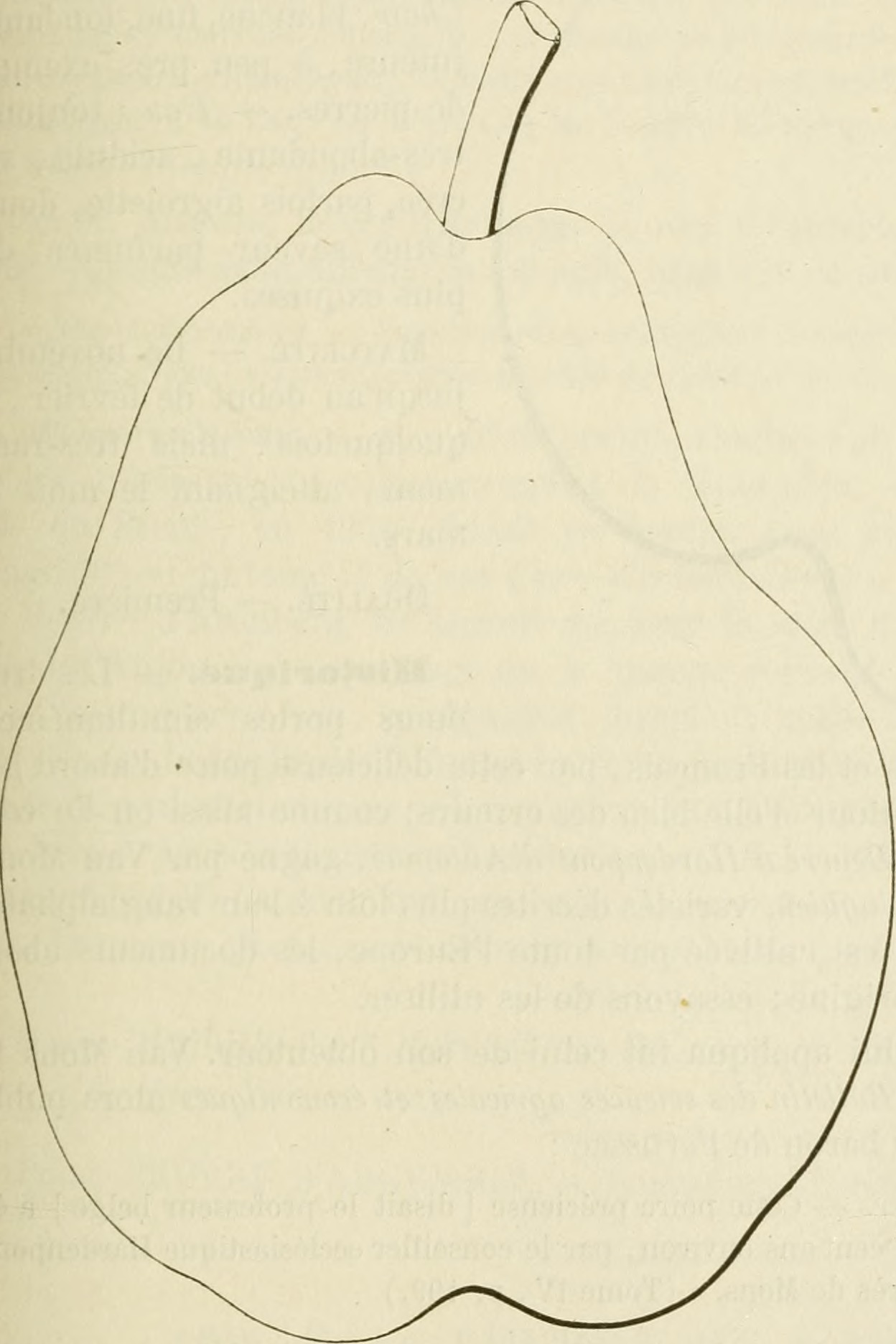

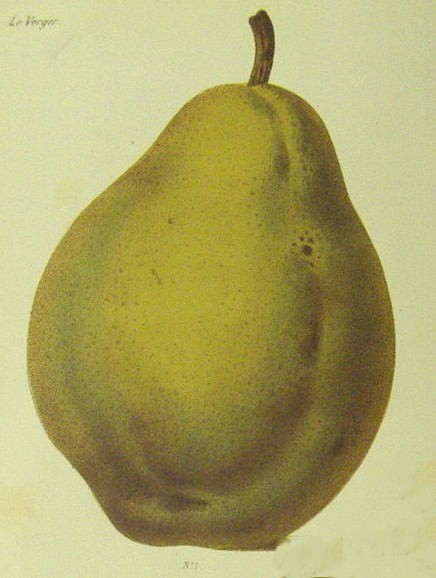
Beurré d'Hardenpont.

## Origine
Elle est obtenue en 1759 par Nicolas Hardenpont, prêtre et pomologue, conseiller ecclésiastique à Mont Panisel, près de Mons dans le Hainaut (Belgique),.

## Arbre
L'arbre se caractérise par:
- des rameaux assez forts, droits, brun olivâtre, à reflets gris cendré, à très nombreuses lenticelles grises
- des yeux moyens, courts, écartés du rameau
- une taille normale et pincements courts répétés

En culture, cette variété convient à toutes les formes naines, sauf au cordon horizontal. On peut la cultiver à toute exposition, même au nord où elle est moins sujette à la tavelure. On doit lui donner de préférence les sols légers, granitiques ou argilo-sablonneux et les positions abritées contre les murs de l'est et du midi. Plantée en terrain frais, argileux ou humide, le fruit tombe avant la récolte et se tavelle complètement. En coteau bien exposé cette variété donne de jolies pyramides et ses fruits ne sont pas attaqués par la tavelure. Elle devra être plantée au levant et au midi, comme dans la région parisienne, où, avec des traitements cupriques et l'ensachage, on pourra encore être assuré de la récolte, L'ensachage donne, avec cette variété, des fruits superbes et excellents. Les traitements cupriques préventifs d'hiver et de printemps devront être appliqués avec soin à cette variété, même plantée en situation privilégiée.

## Fruit
- Assez gros ou gros, oblong, ventru, bosselé, ayant la forme du coing du Portugal
- Épiderme assez lisse, jaune pâle, parfois vert gris jaunâtre, pointillé de gris, lavé de fauve au sommet et à la base
- Pédicelle assez fort, court, implanté dans une cavité bosselée et peu profonde
- Œil ouvert ou mi-ouvert, inséré dans une cavité irrégulière, côtelée
- Chair blanche, fine, serrée, bien fondante, beurrée, très juteuse, sucrée, acidulée, très agréablement parfumée
- Qualité : très bonne
- Maturité : de novembre à février

## Synonymes
Cette poire est aussi connue, sous le nom de:
- Poire Beurré d'Ardenpont
- Beurré de Cambron
- Goulu morceau
- Glout morceau
- Gloux morceau
- Hardenponts Winterbutterbirne
- Beurré d'Hardenpont Belge
- Beurré de Kent
- Beurré Lombard
- Beurré d'Arenberg

## Autres fruits
Nicolas Hardenpont a aussi développé d'autres fruits:
- Délices d'Hardenpont
- Fondante du Panisel
- Beurré Rance
- Passe Colmar
- Goulu Morceau
- Cassante
- Suprasse délices

#### Ouvrages
- Henri Kessler : « Pomologie illustrée », imprimeries de la Fédération S.A, Berne, 1949, fiche de la Beurré d'Hardenpont, p. 103.
- « 1000 personnalités de Mons & de la région », Éditions Avant-Propos, 2015, fiche Nicolas Hardenpont, p. 442.

#### Revues et publications
- Collectif, « Revue horticole », Librairie agricole de la maison rustique, Paris, 1886, page 236.
- Collectif, « Guide pratique de l'amateur de fruits », Établissement horticole Simon Louis Frères, Nancy, 1895, page 61.